# Eothenomys
Eothenomys is een geslacht van zoogdieren uit de onderfamilie van de woelmuizen (Arvicolinae). De wetenschappelijke naam van het geslacht werd in 1896 gepubliceerd door Gerrit Smith Miller.

## Soorten
Er worden 3 soorten in dit geslacht geplaatst:
- Eothenomys colurnus (O. Thomas, 1911)
- Eothenomys eleusis (O. Thomas, 1911)
- Eothenomys melanogaster (A. Milne-Edwards, 1871) – Zwartbuikwoelmuis